# Dignitas (eutanasia)

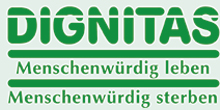
Logo de Dignitas

Dignitas es un grupo suizo que ayuda y asiste a morir, con la asistencia de médicos y enfermeras calificados, a personas con enfermedad terminal y enfermedades graves físicas y mentales. Además proporciona el suicidio asistido para personas con plenas facultades mentales que deben someterse a un informe médico riguroso preparado por un psiquiatra, que establecerá la condición del paciente, aspectos todos ellos requeridos por la legislación y la Corte Federal de Suiza. La organización tiene una sección en Alemania.

## Estadísticas
Ludwig Minelli, abogado y fundador de la organización en 1998, entrevistado en marzo de 2008, aseguró que Dignitas había ayudado hasta dicha fecha a unas 1000 personas, el 60% de las cuales eran alemanas. La mayor parte de las personas que acuden a Dignitas no tienen planeado morir, sino que necesitan seguridad en caso de que su enfermedad se vuelva incurable. De aquellos que tienen aprobada su posibilidad de eutanasia, el 70% no precisa sus servicios.
El 21% de la gente que recibe ayuda en Dignitas no tiene una enfermedad terminal, sino "cansancio de la vida".
Dignitas se ha trasladado a la localidad de Schwerzenbach.